# Gee (singolo Girls' Generation)
Gee è un brano musicale del gruppo di idol sudcoreano Girls' Generation, pubblicato il 5 gennaio 2009. Il brano ha rapidamente raggiunto la prima posizione di varie classifiche coreane ed ha stabilito il record del primo posto più duraturo della classifica di Music Bank, trasmessa da KBS, rimanendovi per nove settimane consecutive. Il 20 ottobre 2010 è stato pubblicato come singolo discografico in Giappone, dove è stato certificato doppio disco di platino.

## Tracce
CD singolo
1. Gee (Giapponese) - 3:23
2. Gee (Coreano) - 3:23
3. Gee (Strumentale) - 3:21

Durata totale: 10:05

## Classifiche
| Classifica (2011)                 | Posizione massima |
| --------------------------------- | ----------------- |
| Circle Chart                      | 1                 |
| Oricon Weekly singles             | 2                 |
| Billboard Billboard Japan Hot 100 | 1                 |
| RIAJ Digital Track Chart          | 1                 |